# Chamoux
Chamoux é uma comuna francesa na região administrativa de Borgonha-Franco-Condado, no departamento de Yonne. Estende-se por uma área de 7,1 km². Em 2010 a comuna tinha 102 habitantes (densidade: 14,4 hab./km²).